# Pseudanthias pleurotaenia
Pseudanthias pleurotaenia là một loài cá biển thuộc chi Pseudanthias trong họ Cá mú. Loài này được mô tả lần đầu tiên vào năm 1857.

## Từ nguyên
Từ định danh pleurotaenia được ghép bởi hai âm tiết trong tiếng Hy Lạp cổ đại: pleurā́ (πλευρά; "mặt bên") và tainía (ταινία; "dải sọc"), hàm ý đề cập đến hai sọc màu tía nhạt từ mắt dọc theo lườn dưới đến cuống đuôi ở cá cái.

## Phạm vi phân bố và môi trường sống
Từ Indonesia, P. pleurotaenia được phân bố trải dài về phía đông đến quần đảo Marshall và quần đảo Samoa, ngược lên phía bắc đến quần đảo Ryukyu (Nhật Bản), xa về phía nam đến Nouvelle-Calédonie và rạn san hô Great Barrier, phía tây đến bãi cạn Rowley và đảo Giáng Sinh (Úc).
P. pleurotaenia thường sống tập trung trên các rạn san hô, có thể được tìm thấy ở độ sâu đến 180 m.

## Mô tả
Chiều dài cơ thể lớn nhất được ghi nhận ở P. pleurotaenia là 20 cm.
Cá đực có màu đỏ tía hoặc hồng cam sẫm với một đốm vuông đặc trưng có màu tím nhạt. Đầu có một dải đỏ sẫm viền tím nhạt từ mõm băng qua mắt đến gốc vây ngực, kéo dài thành sọc đến cuống đuôi. Vây hậu môn có nhiều vệt vàng và chấm đỏ. Phía cuối vây lưng có một vệt đốm đỏ tươi. Cá cái có màu vàng cam, dưới hầu và bụng trắng nhạt. Hai dải sọc tím song song từ mắt dọc theo lườn dưới kéo dài đến cuống đuôi. Trừ vây bụng trắng và vây ngực trong suốt, các vây còn lại màu vàng với viền xanh óng.
Số gai ở vây lưng: 10; Số tia vây ở vây lưng: 16–18; Số gai ở vây hậu môn: 3; Số tia vây ở vây hậu môn: 7; Số gai ở vây bụng: 1; Số tia vây ở vây bụng: 5; Số tia vây ở vây ngực: 17–19; Số vảy đường bên: 45–50.

## Sinh thái học
Thức ăn của P. pleurotaenia là động vật phù du, thường sống thành nhóm.

## Thương mại
P. pleurotaenia được đánh bắt trong ngành thương mại cá cảnh nhưng không phổ biến.